# Villars-Saint-Georges
Villars-Saint-Georges – miejscowość i gmina we Francji, w regionie Burgundia-Franche-Comté, w departamencie Doubs.
Według danych na rok 1990 gminę zamieszkiwały 153 osoby, a gęstość zaludnienia wynosiła 30 osób/km² (wśród 1786 gmin Franche-Comté Villars-Saint-Georges plasuje się na 591. miejscu pod względem liczby ludności, natomiast pod względem powierzchni na miejscu 799.).